# Привет, мам
«Привет, мам» (кит. 你好，李焕英) — китайский комедийный фильм 2021 года.

## Сюжет
Сяолин попадает в 1981 год и становится подругой своей матери, которая погибнет в автомобильной аварии в 2001 году. Девушка решает изменить её жизнь.

## В ролях
| Актёр       | Роль                |
| ----------- | ------------------- |
| Цзя Лин     | Цзя Сяолин          |
| Чжан Сяофэй | Ли Хуаньин          |
| Лю Цзя      | Ли Хуаньин (зрелая) |
| Майкл Чэнь  | Ленг Тэ             |

## Отзывы и награды
Фильм стал одним из самых кассовых в Китае. Ричард Кёйперс из Variety похвалил дизайнеров за воссозданную эпоху Китая 1980-х годов. Джеймс Марш из South China Morning Post дал фильму 3 звезды с половиной из 5 и остался доволен игрой Чжан Сяофэй. Лим Ян Лу из Yahoo! поставила картине такую же оценку и посчитала, что она довольно патриотичная, отметив включение в фильм победу Китая на чемпионате мира по волейболу среди женщин. Авторы фильма были номинированы на премию «Золотой петух» в нескольких категориях, и Чжан Сяофэй получила награду за лучшую женскую роль.